# Phragmatobia flavescens
Phragmatobia flavescens är en fjärilsart som beskrevs av Rothschild 1933. Phragmatobia flavescens ingår i släktet Phragmatobia och familjen björnspinnare. Inga underarter finns listade i Catalogue of Life.